# Magnetic (Schiff)
Die Magnetic war ein 1891 in Dienst gestelltes Tenderschiff der britischen White Star Line, das über 40 Jahre lang für die Reederei im Hafen von Liverpool im Einsatz war. 1932 wurde der Tender verkauft und blieb noch weitere drei Jahre als Ryde im Einsatz. 1935 ging das Schiff zum Abbruch nach Port Glasgow.

## Geschichte

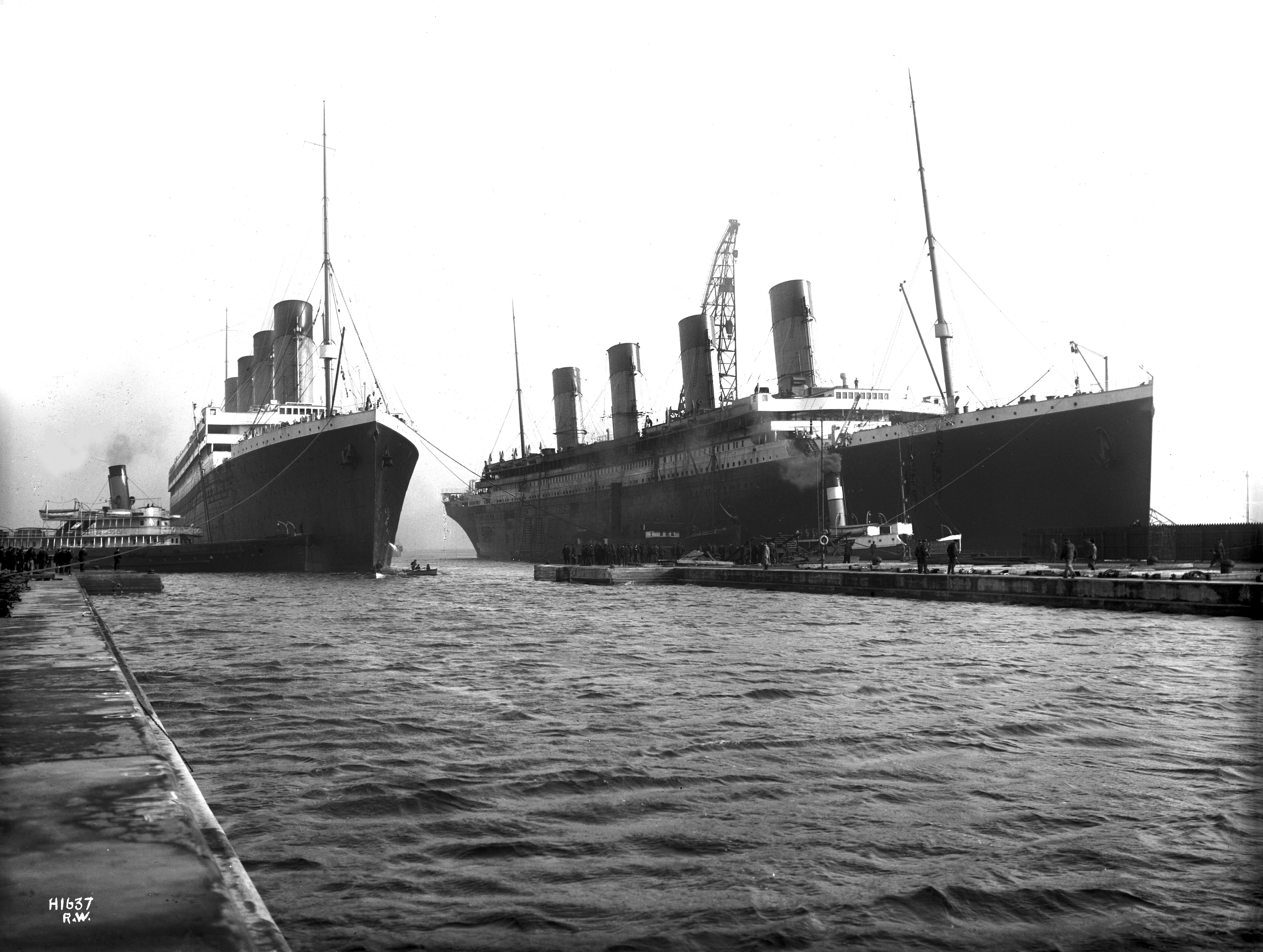
Die Olympic (links) neben der Titanic im März 1912. Die Magnetic ist links von der Olympic zu sehen

Die Magnetic entstand unter der Baunummer 269 in der Werft von Harland & Wolff in Belfast, die eine Vielzahl von Schiffen der White Star Line gebaut haben. Sie lief am 28. März 1891 vom Stapel und wurde am 6. Juni desselben Jahres als Tender für die Reederei im Hafen von Liverpool in Dienst gestellt.
In den folgenden Jahren war die Magnetic unter anderem regelmäßig als Tenderschiff für die Majestic und ihr Schwesterschiff Teutonic im Einsatz. Nach Indienststellung der Baltic war sie fast ausschließlich deren Tender. Zu den bekanntesten Schiffen, die von der Magnetic angelaufen wurden, zählt die Olympic. Eine bekannte Fotografie vom März 1912 zeigt den Tender neben der Olympic und deren im Ausrüstungsdock befindliches Schwesterschiff Titanic.
Neben dem Tendereinsatz wurde die Magnetic von der White Star Line gelegentlich auch als Schlepper sowie an besonderen Anlässen als Ausflugsschiff auf dem River Mersey genutzt. Am 26. Juni 1897 begleitete sie die Teutonic bei einer Flottenparade bei Spithead zu Ehren des 60-jährigen Krönungsjubiläums von Königin Victoria.
Am 17. Februar 1915 kollidierte die Magnetic mit dem Schoner Kate, der daraufhin sank. Von den vier an Bord des Schoners befindlichen Besatzungsmitgliedern kamen drei ums Leben. Ein weiterer Unfall ereignete sich am 3. Oktober 1925, als an Bord der Magnetic ein Feuer ausbrach und das Schiff von der Besatzung auf Grund gesetzt wurde, um ein mögliches Sinken zu verhindern. Die Reparatur des Tenders erfolgte im Heimathafen Liverpool.
Nach 41 Jahren im Dienst für die White Star Line wurde die Magnetic im Dezember 1932 an die ebenfalls in Liverpool ansässige Alexandra Towing Company verkauft und in Ryde umbenannt. Sie blieb noch weitere zwei Jahre lang als Tender im Einsatz, ehe sie ab 1934 als Ausflugsdampfer in Llandudno genutzt wurde. Im August 1935 wurde das 44 Jahre alte Schiff schließlich ausgemustert und im Oktober desselben Jahres zum Abbruch nach Port Glasgow verkauft.